# Fijipyrgus gracilis
Fijipyrgus gracilis is een rechtvleugelig insect uit de familie Pyrgomorphidae. De wetenschappelijke naam van deze soort is voor het eerst geldig gepubliceerd in 1966 door D. Keith McE Kevan.